# 王子宜 (1889年)
王子宜（1889年—1970年），原名庭义，男，安徽寿县人。中华民国教育家。

## 生平

### 民国时期
幼读私塾，于清光绪三十二年（1906年）进入怀远县基督教会开办的含美学堂学习，毕业后经教会资助，考取南京金陵神学院。辛亥革命爆发，经人介绍去淮南中学教书。1929年，蚌埠私立江淮中学创办，王子宜应聘在该校先后担任国文、历史教员。民国24年后，他任教务主任、校长。七七事变后，他率领一批学生奔向大后方，参加抗日救亡运动。民国28年，在江津的国立第九中学任教。后来因家庭生计去成都第二十一兵工厂所属一个合作社任经理，并参加了中国国民党，担任区分部委员。抗战胜利后，返回蚌埠，筹办恢复江淮中学，仍担任校长。

### 共和国时期
1958年，王子宜被划为右派分子，开除公职，由街道管制。文化大革命期间，收到迫害。1970年，病逝。1979年，他得以平反昭雪，撤销原划为右派分子及其处分的决定，撤销管制的判决，并按有关规定对其家属予以抚恤。